# Берегваты
Берегва́ты, бергвата (араб. بورغواطة‎) — берберское племя, жившее к югу от Феса до моря. Ветвь большого племени масмуда.
После принятия ислама в VIII веке основали собственное государство на атлантическом побережье Марокко. Во времена омейядского халифа Хишама правитель берегватов Салих ибн Тариф основал новую религию, представлявшую смесь ислама с язычеством.
В 1058—1060 годах оказали упорное сопротивление Альморавидам. Духовный лидер Альморавидов Абдуллах ибн Ясин погиб в войне с берегватами.
В 1149 году разбиты Альмохадами и потеряли всякое политическое и религиозное значение.